# Holzhausen an der Haide
Holzhausen an der Haide – miejscowość i gmina w Niemczech, w kraju związkowym Nadrenia-Palatynat, w powiecie Rhein-Lahn, wchodzi w skład gminy związkowej Nastätten.